# Martin Rapold
Martin Rapold (* 23. August 1973 in Schaffhausen) ist ein Schweizer Schauspieler.

## Biografie
Seine Schauspielausbildung erhielt er von 1995 bis 1998 an der Film- und Fernsehschauspielschule EFAS (European Film Actor School) in Zürich. Sein Debüt feiert er 1999 mit dem Kinofilm «Exklusiv». Im Jahr 2000 wurde er bei der Berlinale mit dem European-Film-Promotion-Preis als Schweizer Shootingstar ausgezeichnet. Er hat seither in zahlreichen Filmen mitgewirkt.
Martin Rapold ist der Bruder von Patrick Rapold.

## Filmografie

### Kino
- 1998: Exklusiv – Regie: Florian Froschmayer
- 2001: L.A. – EX – Regie: Florian Froschmayer
- 2002: Nocturne; auch Co-Autor – Regie: Riccardo Signorell
- 2002: November – Regie: Lukas Frieden
- 2003: Achtung, fertig, Charlie! – Regie: Mike Eschmann
- 2003: Verflixt verliebt – Regie: Peter Luisi
- 2005: Snow White – Regie: Samir
- 2009: Cargo – Regie: Ivan Engler
- 2010: Der grosse Kater – Regie: Wolfgang Panzer
- 2012: Das Missen-Massaker – Regie: Michael Steiner
- 2013: Achtung, fertig, WK! – Regie: Oliver Rihs
- 2015: Schellen-Ursli
- 2017: Papa Moll und die Entführung des fliegenden Hundes

### Fernsehen
- 2001: Bobby
- 2001: Spital in Angst
- 2001: Der Ermittler (Fernsehserie, Folge Der letzte Anruf)
- 2001: Um Himmels Willen (Fernsehserie, 1 Folge)
- 2001: Tatort: Time-Out (Fernsehreihe)
- 2002–2006: Mit Herz und Handschellen (Fernsehserie, 11 Folgen)
- 2002: SOKO Kitzbühel (Fernsehserie, 1 Folge)
- 2003: Lücken im Gesetz
- 2004: Anjas Engel
- 2004: Dann kamst Du
- 2004: Oeschenen
- 2004: Alarm für Cobra 11 – Die Autobahnpolizei
- 2005: Lago mio
- 2005: Tod eines Keilers (Der Keiler)
- 2008: Jimmie
- 2008: Tatort: Häschen in der Grube
- 2010: «10» (Miniserie)
- 2010: Tatort: Der Polizistinnenmörder
- 2011: Das große Comeback
- 2011: Das Duo: Tödliche Nähe
- 2012: Nebelgrind
- 2014: Katie Fforde (Filmreihe, Folge Geschenkte Jahre)
- 2014: Plötzlich Deutsch – SRF-Film
- 2015: Der Kotzbrocken
- 2015: Blauwasserleben
- 2016: Katie Fforde (Filmreihe, Folge Die Frau an seiner Seite)
- 2016: Heldt (Fernsehserie)
- 2016: Tatort: Freitod
- 2017–2019: WaPo Bodensee (Fernsehserie)
- 2019: Der Bestatter
- 2020–2024: Die Chefin (Fernsehserie, 5 Folgen)
- 2022–2025: Die Beschatter (Fernsehserie)
- 2024: Polizeiruf 110: Jenseits des Rechts